# + (álbum)
+ (pronuncia-se [plʌs]) é o álbum de estreia do cantor e compositor britânico Ed Sheeran lançado pela editora discográfica Atlantic Records.  Do disco, seis canções foram selecionadas como singles: "The A Team", "You Need Me, I Don't Need You", "Lego House", "Drunk", "Small Bump" e "Give Me Love". Após a liberação, o disco estreou no topo da UK Albums Chart com primeira semana de vendas superiores a 102 mil cópias. O álbum vendeu 1,5 milhões de cópias no Reino Unido e foi certificado como disco de platina pela British Phonographic Industry (BPI).

## Antecedentes e desenvolvimento

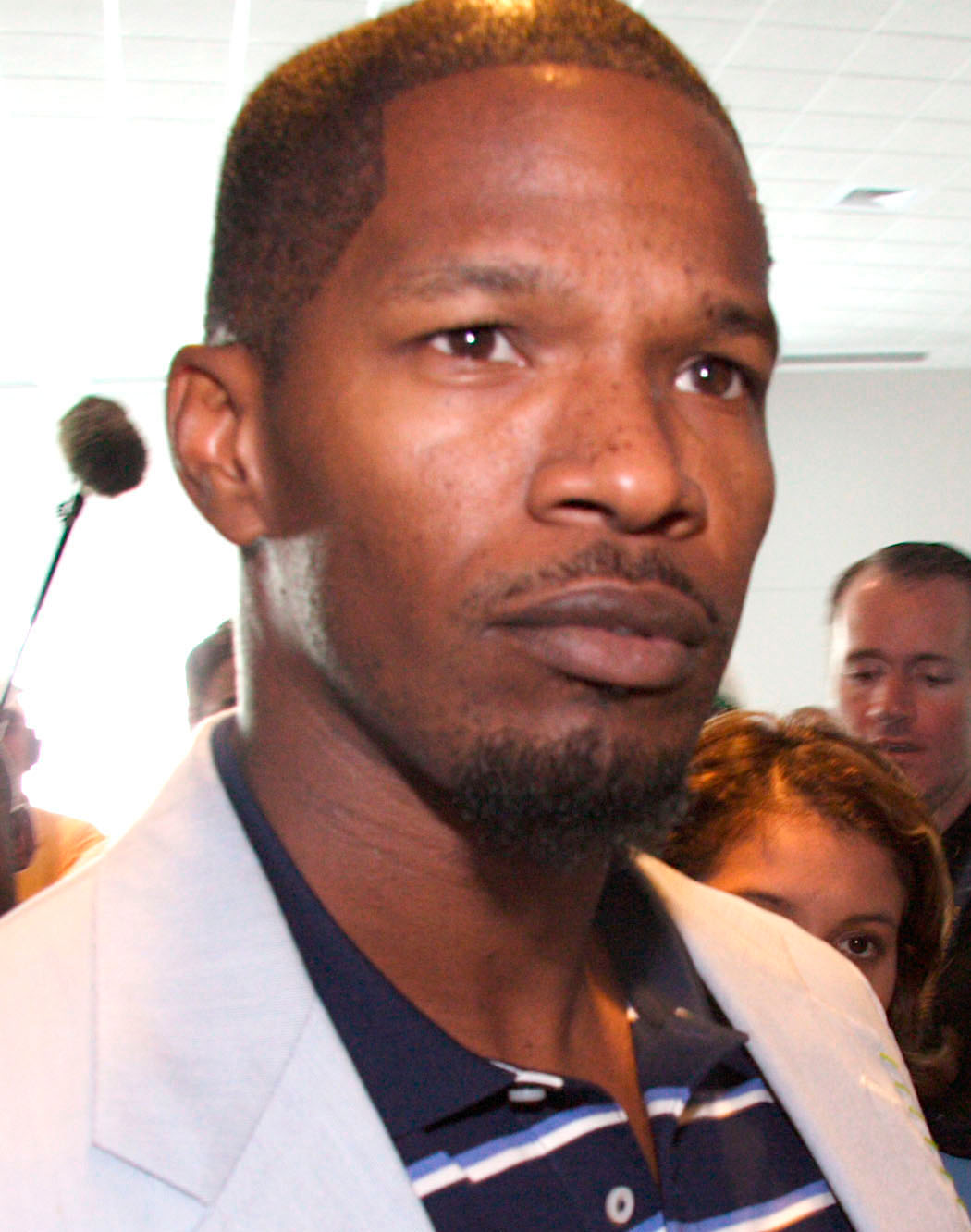
Jamie Foxx mostrou-se impressionado com Sheeran após o cantor se apresentar em seu programa de rádio, e afirmou que ele poderia usar seu estúdio de gravação pessoal quando quisesse.

Na idade de dezesseis anos, Edward Christopher Sheeran deixou a escola e usou sua bolsa de estudos para pagar bilhetes de trem. Deslocando-se por vários lugares, Sheeran se apresentava nas noites britânicas em locais onde o microfone era aberto ao público. Estando no Reino Unido, ele iria dormir no sofá na casa de amigos seus e passaria o tempo lançando de forma independente álbuns e extended plays (EP) feitos em casa. Depois de passar quatro anos nesta situação, no começo de 2010 ele viajou para Los Angeles com o objetivo de passar um mês e "ver o que aconteceria". Após uma apresentação na cidade, uma mulher que coordenava noites de microfone aberto ao público o convidou para cantar em uma ocasião. Sheeran concordou, e depois de terminar a performance, o agente de Jamie Foxx o convidou para mostrar sua voz em seu programa de rádio, afirmando que Foxx adoraria seu trabalho. Jamie mostrou-se impressionado com a interpretação e ofereceu seu estúdio pessoal para o artista, afirmando que ele poderia fazer uso dele na hora que quiser. Edward gravou diversas canções no local, e ainda compareceu a diversas festas acompanhado de Jamie, descrevendo a fase como "surreal". Além disso, Sheeran postou no YouTube um vídeo com a música "You Need Me, I Don't Need You", conseguindo 500 mil visualizações e tornando-o "um dos cantores mais falados no Reino Unido". Sucedendo a todos esses eventos, ocorreram os lançamentos de dois extended plays.
Em 7 de janeiro de 2011, o músico liberou seu quinto EP. Todos os cinco projetos anteriores a + foram disponibilizados com a intenção de tornar possível um contrato com uma grande gravadora. O disco conseguiu chegar a posição 45 da UK Albums Chart. Entretanto, o grande feito do produto foi chegar à segunda posição dos mais vendidos da iTunes Store mesmo sem qualquer divulgação. 7 mil cópias foram compradas na primeira semana. O material foi barrado do topo apenas por Loud, de Rihanna. Sheeran mostrou-se surpreso com o fato: durante uma entrevista com a British Broadcasting Corporation (BBC), ele disse que "ficaria feliz se alcançasse a 46.ª colocação, ou a 20.ª". Depois que chegou à quarta posição, ele pensou que não passaria disso, mas quando acordou, o EP já estava na terceira posição. Eventualmente, chegou à vice-liderança. Em outra ocasião, para o The Daily Telegraph, ele também mostraria-se "abismado" com o desempenho do EP. Com o sucesso do disco, o intérprete acabou por assinar um contrato com a gravadora Atlantic Records e com a Rocket, empresa de gestão artística de Elton John. Ele comentou:
| “ | Ele [John] entrou e disse: 'Cadê o Ed Sheeran?' Eu fiquei tipo: 'Caralho! Porra, ele sabe meu nome!'. É surreal, eu cresci ouvindo seu trabalho e agora é ele que me elogia, me ajuda com minha carreira e está realmente interessado em mim e minha música. | ” |

Embora as primeiras gravações em estúdio de Sheeran tenham sido realizadas com Foxx, nenhuma delas levou ao que se tornaria +. Ao invés, as sessões do álbum foram realizadas em conjunto com Jake Gosling no estúdio Sticky, localizado em Windlesham, Surrey. A primeira experiência musical de ambos ocorreu quando se conheceram, em 2008. "Esse jovem ruivinho apareceu e ele era bastante confiante para a idade. Tinha acabado de se mudar para Londres e estava vivendo no andar de cima de um pub. Nos sentamos, começamos a conversar sobre sua mudança para a capital e assim nasceu 'The City', que foi a nossa primeira composição juntos. Eu achei que as letras dele eram insanamente boas", comentou Gosling em entrevista para Sound on Sound. Grande parte das canções foi gravada em um velho computador com o uso de Cubase SX3. O Pro Tools também foi usado em outras faixas. De acordo com o produtor, não foi necessário um grande uso de Auto-Tune, embora ele tenha usado um pouco de Melodyne para "ajudar nos vocais de apoio e a manter o tom correto". No começo de cada sessão, Jake dizia para Ed para ele começar a falar de seu dia ou assuntos da sua vida, e então nascia a ideia para uma música. Gosling afirmou que "era quase como ser um psiquiatra. Eu dizia: 'Me conte seus problemas, Ed. O que está acontecendo na sua vida?'". Ele disse ainda que o trabalho vocal do cantor fora incrivelmente rápido. A mixagem ficou a cargo de Guy Massey, Charlie Hugall e Ruadhri Cushnan, e nem Gosling nem Sheeran compareceram à estas sessões. Todo o processo de desenvolvimento foi completado em março de 2011.

## Composição
Em termos musicais, + é um disco derivado dos estilos folk e indie pop, além da música acústica e inspirado pela dupla de hip-hop Nizlopi e o cantor Damien Rice. Durante o decorrer do produto, Sheeran toca com um pequeno violão, "sem banda" e "sem batidas". O The Daily Telegraph afirmou que o conteúdo lírico gira em torno de assuntos pelos quais o artista se interessa na vida real, cantando com "uma voz flexível e em tons suaves". De acordo com Andy Gill, do The Independent, o material apresenta uma batida "vivaz" com acordes de guitarra staccato ao fundo. + também apresenta uma grande variedade de gêneros, com obras como "Grade 8" incorporando elementos de R&B. Esta faixa recebeu comparações ao repertório de Bruno Mars. No entanto, outras faixas, como "Drunk", são derivadas do folk-hop. O conteúdo lírico também é derivado da própria "insegurança" do artista; exemplos são "Wake Me Up" e "Kiss Me". Em outras, como "The City", é mostrado um "lado obscuro", de acordo com Gill.
O produto abre com "The A Team", uma faixa indie folk que tem como tema a história de uma prostituta viciada em crack — uma droga Classe A — como exemplificado pelas linhas "Lutando para pagar o aluguel / Longas noites, homens estranhos" e "Eles dizem que ela está no time da Classe A / Presa em seu devaneio / Tem sido assim desde os dezoito anos". Alexis Petridis, do The Guardian, descreveu a canção como "um retrato triste de uma prostituta viciada em drogas". Jornalista do Metro, John Lewis afirmou que a música tem "uma letra poética". Gary Trust, da Billboard, comparou a faixa com outras do mesmo estilo musical, que tem como tema o abuso infantil, depressão e alcoolismo, afirmando que são "composições que mascaram seus temas pesados através de um dossel melódico". A segunda é "Drunk", uma canção indie pop. Robert Copsey do Digital Spy afirmou que a letra discute "a falta de mulheres ao invés do desejo de ir para uma festa e beber". "U.N.I." e "Grade 8" foram descritas como "canções de amor cheias de dísticos espirituosos" por John Lewis do Metro. "Grade 8", por sua vez, incorpora elementos de R&B e foi comparada à trabalhos de Bruno Mars por Andy Gill do The Independent.

## Lista de Faixas
| Edição Padrão  |                                       |                                     |         |  |
| N.º            | Título                                | Compositor(es)                      | Duração |  |
| 1.             | "The A Team"                          | Ed Sheeran                          | 4:18    |  |
| 2.             | "Drunk"                               | Sheeran, Jake Gosling               | 3:20    |  |
| 3.             | "U.N.I."                              | Sheeran, Gosling                    | 3:48    |  |
| 4.             | "Grade 8"                             | Sheeran, True Tiger                 | 2:59    |  |
| 5.             | "Wake Me Up"                          | Sheeran, Gosling                    | 3:49    |  |
| 6.             | "Small Bump"                          | Sheeran                             | 4:19    |  |
| 7.             | "This"                                | Sheeran, Mills                      | 3:15    |  |
| 8.             | "The City"                            | Sheeran, Gosling                    | 3:54    |  |
| 9.             | "Lego House"                          | Sheeran, Gosling, Leonard           | 3:05    |  |
| 10.            | "You Need Me, I Don't Need You"       | Sheeran                             | 3:40    |  |
| 11.            | "Kiss Me"                             | Sheeran, Julie Frost, Justin Franks | 4:40    |  |
| 12.            | "Give Me Love"                        | Sheeran, Gosling, Leonard           | 5:26    |  |
| 13.            | "The Parting Glass" (faixa escondida) | Traditional Song                    | 3:05    |  |
| Duração total: | Duração total:                        | Duração total:                      | 49:55   |  |

| Enhanced edition bonus tracks |                               |                          |         |  |
| N.º                           | Título                        | Compositor(es)           | Duração |  |
| 14.                           | "Wayfaring Stranger"          | Traditional Song         | 4:04    |  |
| 15.                           | "U.N.I." ("One Take" Version) | Ed Sheeran, Jake Gosling | 2:49    |  |

| Deluxe edition bonus tracks |                 |                          |         |  |
| N.º                         | Título          | Compositor(es)           | Duração |  |
| 13.                         | "Autumn Leaves" | Ed Sheeran, Jake Gosling | 3:20    |  |
| 14.                         | "Little Bird"   | Ed Sheeran               | 3:44    |  |
| 15.                         | "Gold Rush"     | Ed Sheeran, Amy Wadge    | 4:03    |  |
| 16.                         | "Sunburn"       | Ed Sheeran               | 4:35    |  |

| Japanese special edition bonus tracks |                         |                       |         |  |
| N.º                                   | Título                  | Compositor(es)        | Duração |  |
| 13.                                   | "Autumn Leaves"         |                       | 3:20    |  |
| 14.                                   | "Little Bird"           | Ed Sheeran            | 3:44    |  |
| 15.                                   | "Gold Rush"             | Ed Sheeran, Amy Wadge | 4:03    |  |
| 16.                                   | "Sunburn"               | Ed Sheeran            | 4:35    |  |
| 17.                                   | "The A Team" (acoustic) | Ed Sheeran            |         |  |

## Desempenho nas tabelas musicais
| Tabela musical (2011–17)                               | Melhor posição |
| ------------------------------------------------------ | -------------- |
| Alemanha (Media Control Charts)                        | 12             |
| Austrália (ARIA Charts)                                | 1              |
| Áustria (Ö3 Austria Top 40)                            | 21             |
| Bélgica (Ultratop 50 de Flandres)                      | 9              |
| Bélgica (Ultratop 40 da Valônia)                       | 38             |
| Canadá (Canadian Albums Chart)                         | 5              |
| Croácia (Hrvatska Diskografska Udruga)                 | 11             |
| Dinamarca (Tracklisten)                                | 13             |
| Escócia (The Official Charts Company)                  | 1              |
| Espanha (Productores de Música de España)              | 59             |
| Estados Unidos (Billboard 200)                         | 5              |
| Finlândia (IFPI Finlândia)                             | 34             |
| França (Syndicat National de l'Édition Phonographique) | 44             |
| Irlanda (Irish Recorded Music Association)             | 1              |
| Itália (Federazione Industria Musicale Italiana)       | 28             |
| Japão (Oricon)                                         | 75             |
| Noruega (VG-lista)                                     | 11             |
| Nova Zelândia (Recorded Music NZ)                      | 1              |
| Países Baixos (MegaCharts)                             | 8              |
| Reino Unido (UK Albums Chart)                          | 1              |
| Chéquia (IFPI Česká Republika)                         | 60             |
| Suécia (Sverigetopplistan)                             | 19             |
| Suíça (Schweizer Hitparade)                            | 2              |

| País                  | Certificação |
| --------------------- | ------------ |
| Austrália (ARIA)      | 4× Platina   |
| Canadá (Music Canada) | Platina      |
| Irlanda (IRMA)        | 6× Platina   |
| Nova Zelândia (RIANZ) | 3× Platina   |
| Reino Unido (BPI)     | 6× Platina   |
| Estados Unidos (RIAA) | Ouro         |
| União Europeia (IFPI) | Platina      |